# Polistes bipustulatus
Polistes bipustulatus är en getingart som beskrevs av Smith 1875. Polistes bipustulatus ingår i släktet pappersgetingar, och familjen getingar. Inga underarter finns listade i Catalogue of Life.